# 拉姆格爾縣
拉姆格爾縣是印度贾坎德邦的一個縣，面積1,211平方公里，識字率為73.92%，2011年人口949,159，人口密度每平方公里784人。

## 外部連結
- Ramgarh district website

23°37′12″N 85°31′12″E / 23.62000°N 85.52000°E